# گئورگ کاراپتیان (بازیکن فوتبال، زاده ۱۹۶۳)
گئورگ کاراپتیان (انگلیسی: Gevorg Karapetyan؛ زادهٔ ۱۵ دسامبر ۱۹۶۳) بازیکن سابق و مربی فوتبال ارمنی‌تبار اهل لبنان است.
وی همچنین در تیم ملی فوتبال لبنان بازی کرده‌است.